# Don Hilary Gingery
Don Hilary Gingery (* 19. Februar 1884 in Woodland, Clearfield County, Pennsylvania; † 15. Oktober 1961 in Clearfield, Pennsylvania) war ein US-amerikanischer Politiker. Zwischen 1935 und 1939 vertrat er den Bundesstaat Pennsylvania im US-Repräsentantenhaus.

## Werdegang
Seit 1892 lebte Don Gingery in Clearfield, wo er die öffentlichen Schulen besuchte. Danach absolvierte er die Mercersburg Academy und die Ohio Northern University in Ada. Zwischen 1902 und 1934 arbeitete er im Handel mit Eisenwaren und Bergbaubedarfsgütern. Im Jahr 1903 war er auch in der Baubranche tätig. Von 1902 bis 1906 gehörte er der Nationalgarde seines Heimatstaates an, in der er es bis zum Hauptmann brachte. Politisch wurde er Mitglied der Demokratischen Partei. In den Jahren 1915 und 1916 saß er als Abgeordneter im Repräsentantenhaus von Pennsylvania; von 1916 bis 1917 war er Bezirksvorsitzender der Demokraten im Clearfield County. Außerdem saß er in den Jahren 1919 und 1920 im Staatsvorstand seiner Partei.
Bei den Kongresswahlen des Jahres 1934 wurde Gingery im 23. Wahlbezirk von Pennsylvania in das US-Repräsentantenhaus in Washington, D.C. gewählt, wo er am 3. Januar 1935 die Nachfolge des Republikaners Jacob Banks Kurtz antrat. Nach einer Wiederwahl konnte er bis zum 3. Januar 1939 zwei Legislaturperioden im Kongress absolvieren. Während dieser Zeit wurden dort weitere New-Deal-Gesetze der Roosevelt-Regierung verabschiedet. 1935 wurden erstmals die Bestimmungen des 20. Verfassungszusatzes angewendet, wonach die Legislaturperiode des Kongresses jeweils am 3. Januar endet bzw. beginnt. Im gleichen Jahr war Gingery Mitglied der amerikanischen Delegation bei der Amtseinführung des philippinischen Präsidenten Manuel Quezon.
1938 wurde Don Gingery nicht wiedergewählt. Zwischen 1939 und 1946 arbeitete er für verschiedene Außenstellen des US-Innenministeriums in Altoona. Im Juli 1948 nahm er als Delegierter an der Democratic National Convention in Philadelphia teil, auf der Präsident Harry S. Truman zur Wiederwahl nominiert wurde. Er starb am 15. Oktober 1961 in Clearfield, wo er auch beigesetzt wurde.